# Willac Umu
Willac Umu (även Villac umu eller Willaq Umu)var översteprästen i inkariket. De personer som kom att utnämnas till Willac Umu var personer av hög rang och tillhörde den förnämsta klassen. Willac Umo var högt respekterad och för att visa sin höga rang var han klädd i kostbar dräkt och bar smycken av guld och ädla stenar. Solkulten leddes av Willac Umu. Förutom sin bostad i Soltemplet (Coricancha) hade han även en separat bostad i palatset för den regerande inkan.
Under Willac Umo fanns ett hierarkiskt system av präster. De som kallades willaka tjänade som medhjälpare till översteprästen. Vidare fanns vilcas som var de präster som ansvarade för de religiösa provinser som riket var indelat i.
De förnämsta prästerna var de som bodde i Cusco. Alla dessa var släktingar till inkan. Willac Umu var den ende som hade rätt att kröna Inkan. Kröningsceremonin var uråldrig och tillgick bland annat genom att mascapaichan placerades på inkans huvud.